# Canada tại Thế vận hội Mùa đông 2006
Canada thi đấu tại Thế vận hội Mùa đông 2006 ở Torino, Ý với 196 vận động viên và 220 nhân viên hỗ trợ.
Vì là nước sẽ đăng cai Thế vận hội Mùa đông 2010, Canada phải thi đấu tốt tại Thế vận hội năm 2006. Mục đích của Ủy ban Olympic Canada năm 2006 là đứng thứ ba trên bảng tổng sắp huy chương, tạo đà cho mục tiêu có số huy chương cao nhất ở Thế vận hội Mùa đông 2010 tại Whistler, British Columbia . Canada đã đạt được mục đích tăng số huy chương ở mỗi kỳ Thế vận hội Mùa đông kể từ Thế vận hội năm 1980 tại Lake Placid, New York. Ngoài ra, những kết quả Giải vô địch ski thế giới mùa 2005–2006 cho thấy Canada có khả năng thi đấu tốt ở Torino.  Lưu trữ ngày 29 tháng 3 năm 2005 tại Bibliotheca Alexandrina